# Magnus Magnusson
|  | Per a altres significats, vegeu «Magnus IV de les Òrcades». |

Magnus Magnusson, KBE ([ˈmaknus ˈmaknusɔn]; 12 d'octubre de 1929 – 7 de gener de 2007) fou un periodista islandès, traductor, escriptor i presentador televisiu. Nascut a Reykjavík, va viure a Escòcia durant pràcticament tota la seva vida, tot i que mai va tenir la ciutadania britànica. Es va fer conegut com a periodista televisió a la cadena BBC, i fou també el presentador del programa Mastermind durant 25 anys. És també conegut per la seva famosa frase "I've started so I'll finish" (he començat així que acabaré), que deia sempre que s'acabava el temps mentre llegia una pregunta al joc Mastermind.